# Aeropuerto de Gjakova
El Aeropuerto de Gjakova  (en albanés: Aeroporti i Gjakovës; en serbio: Аеродром Ђаковица / Aerodrom Đakovica) es un aeropuerto cerca de Gjakova en el oeste de Kosovo. Se espera que el aeropuerto se convierta en público en los años siguientes, y pueda ser utilizado por las aerolíneas comerciales de bajo coste y vuelos de carga
El aeropuerto fue construido por las Fuerzas de Kosovo (KFOR ), tras la guerra de Kosovo en 1999, junto a un campo de aviación existente utilizado para fines agrícolas, y fue utilizado principalmente para vuelos militares y humanitarios. El 18 de diciembre de 2013, el aeropuerto fue entregado al Gobierno de Kosovo por parte de la Fuerza Aérea Italiana . En las operaciones de la Fuerza Aérea Italiana , el aeródromo de Gjakova manejó más de 27.000 aeronaves, 220.000 pasajeros y dio transporte a más de 40.000 toneladas de carga. 